# 石川秀雄
石川 秀雄（いしかわ ひでお、1958年〈昭和33年 - 〉）は、大阪府生まれの医師・呼吸器内科医、日本呼吸器学会認定専門医・指導医、日本循環器学会専門医、日本内科学会認定医。喀血に対するカテーテル治療である気管支動脈塞栓術（BAE）を専門としている。

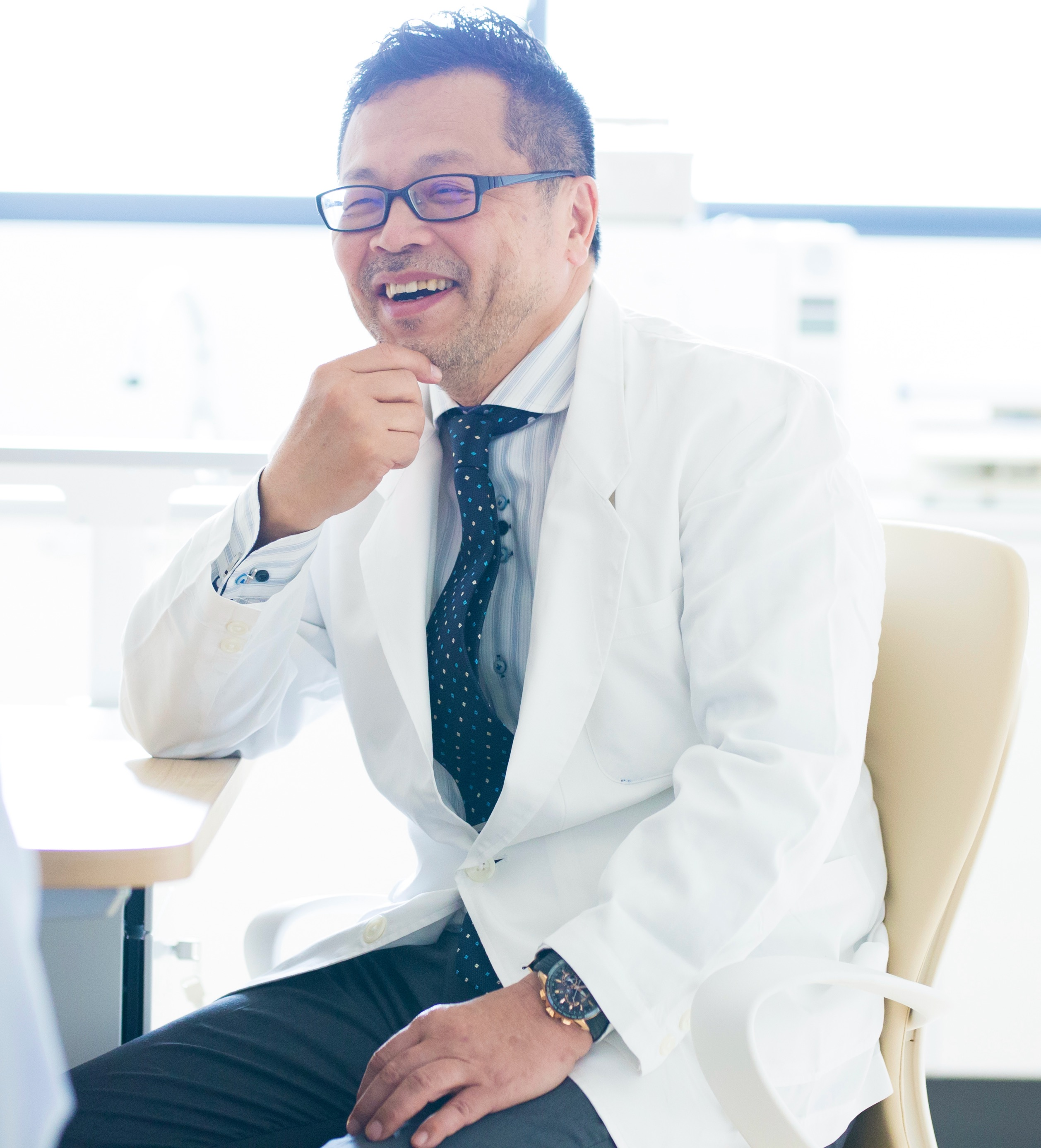
石川秀雄 岸和田リハビリテーション病院診察室にて

## 人物
医療法人えいしん会 岸和田リハビリテーション病院 理事・院長、喀血・肺循環センター長。団田芳子ファンクラブ(DFC)会長。気管支動脈塞栓術(BAE, Bronchial Artery Embolization）の世界的ハイボリュームセンターである喀血・肺循環センターを運営し、世界最多症例数489例（2023年12月現在）を対象とした気管支動脈塞栓術の長期成績論文の筆頭著者であり、BAEに1998年より従事しておりそのBAE経験年数は25年におよび、累計3700例以上の手技を経験している喀血治療の世界的権威である。喀血をライフワークとするが、もう一つのライフワークとして「食」を掲げ、特に仕事場があり住まいもある泉州の料理人は特に力一杯応援している。
ISHIKAWAカテーテル（モディファイドISHとISH6、ISHIKAWA mild6）というオリジナルなBAE専用カテーテルを開発し、広く使用されておりカテーテルメーカーMERIT MEDICAL社製カテーテルの一覧にも登録されており、フクダ電子製のISHKAWAカテも存在する。2014年に出版された日本語総説「大量喀血の治療戦略」の最終章「喀血治療の近未来」において石川は、喀血治療における夢として、1.呼吸器科医によるBAEの普及、2.センター化の必要性、3.日本が世界のBAEを先導する、と3つの項目を述べている。
2021年（令和3年）には東京大学 康永研究室との共同研究により、日本を代表する医療ビッグデータ（リアルワールドデータ）であるDPC (Diagnosis Procedure Combination)を用いて、8563例という多数のBAE患者を対象に、最も恐れられてきた伝説的合併症ともいえる脊髄梗塞の発症率が0.19%(16/8563)であること、3種の塞栓物質（ゼラチンスポンジ、NBCA、コイル）のうちコイルにおいて脊髄梗塞が有意に少なかったこと(p=0.04)、BAEは現在では喀血治療の標準治療という位置づけであるにもかかわらず喀血入院患者のわずか8.4%にしか実施されていないこと、BAE経験数年間1例未満の施設が334/640と大半を占めること、我が国はゼラチンスポンジの使用率が70%と世界的にみて異常に高い状況であることなどを示した。2週間前後で溶解してしまうとされる日本のゼラチンスポンジ使用率の異常な高さを、石川はその講演において「逆ガラパゴス現象」と表現している。この研究は放射線科領域でも最も権威のある医学雑誌の一つ、Radiology (IF インパクトファクター 11.1)に掲載された。石川らは、その長期成績論文においてコイルによるBAEをssBACE（エスエスベイス Super Selective Bronchial Artery Coil Embolization）と命名した。前脊髄動脈の誤塞栓などによるとされる脊髄梗塞はCTangioやデバイスの進化などにより過去よりも大幅に減少しているが、重篤な合併症であるが故に術者にとっても、依頼医師にとっても、患者にとっても現在でも大きな心理的障害となっており、脊髄梗塞の症例報告において後方視的に詳細に検討してみても前脊髄動脈を同定できなかったという報告が多数あり、これは脊髄梗塞が完全には予見・予防不可能であることを意味しており、一定の確率(0.19%)で不可避的に起きてしまうことになる。これを石川は「1/500のロシアンルーレット」と講演で表現しており、これを確実に予防する唯一の方法は、原理的に脊髄梗塞が起きないコイル（脊髄血管床そのものを塞栓してしまうリスクのある血流依存性塞栓物質であるゼラチンスポンジやNBCA、PVAと違い、近位塞栓であるコイルは脊髄に対する側副血行路を妨げない、と石川らは脊髄梗塞DPC論文の考察で議論している）を使用することしかないと述べている。実際石川らの喀血・肺循環センターでは累計3700例の全てをコイル塞栓(ssBACE)しているが脊髄梗塞の経験は皆無であり、過去1000例以上のssBACEを経験している国立病院機構 東京病院 肺循環・喀血センターでも脊髄梗塞は皆無であるという。
査読英語論文としては、上記の他にBAE後の再喀血機序を論じた論文、BAEに使用したコイルが気管支内に流出した2例の症例報告、喀血患者のQOLは精神的にも肉体的にも低下しているが、BAEはこれを有意に改善することを示したQOL論文、従来症例報告しか存在しなかった気管支動脈瘤についての世界初の原著論文、ECMO管理下の喀血患者のハイドロゲルコイルによるBAEの症例報告がある。2023年11月には日本呼吸器内視鏡学会の英文誌 Respiratory EndscopyにExpert Review（呼吸器内科医を対象としたBAEテクニックマニュアル）が掲載された。
国立病院機構近畿中央胸部疾患センター（現 近畿中央呼吸器センター）に通算15年在職し、1998年（平成10年）より気管支動脈塞栓術を開始した。2006年（平成18年）に喜多病院（現 岸和田リハビリテーション病院）に喀血・肺循環センターを創設するとともに40歳台で院長に就任し、現在に至る。病院経営は石川赴任まで赤字続きであったが、翌年から単年度黒字に転換し、その後連続して黒字が継続し、5年で累積赤字も解消した。

## 経歴
- 1976年（昭和51年）大阪府立高津高等学校卒業
- 1977年（昭和52年）東京大学理科Ⅰ類入学
- 1980年（昭和55年）大阪大学医学部入学（東京大学工学部中退）
- 1986年（昭和61年）大阪大学医学部卒業、大阪大学医学部精神科にて研修
- 1987年（昭和62年）大阪大学医学部第三内科にて研修
- 1988年（昭和63年）桜橋渡辺病院 循環器内科
- 1989年（昭和64年/平成元年）国立療養所近畿中央病院 内科
- 1997年（平成9年）済生会富田林病院内科医長
- 1998年（平成10年）国立療養所近畿中央病院 （現国立病院機構 近畿中央呼吸器センター）内科
- 2001年（平成13年）循環器科医長、臨床研究センター政策医療企画研究部 情報推進研究室長併任
- 2005年（平成17年）医療法人幸会喜多病院（現岸和田盈進会病院） 医局長・診療医療部長就任
- 2006年（平成18年）喜多病院 喀血・肺循環センター長就任、院長就任、医療法人盈進会（えいしんかい）岸和田盈進会病院に病院名称を変更、理事・病院長・喀血肺循環センター長
- 2018年（平成30年）病院新築移転とともに、医療法人名をえいしん会に、病院名を岸和田リハビリテーション病院に変更

（出典：）

## 論文など

### 主な査読英語論文の要約
- 1. Efficacy and Safety of Super Selective Bronchial Artery Coil Embolization: A Single-Center Retrospective Observational Study
  - Journal: BMJ Open
  - Publication Date: 2017 Feb 17
  - DOI: 10.1136/bmjopen-2016-014805
  - Publication Type: Original Article
  - Summary  本研究は、喀血治療におけるssBACEの安全性と3年間の効果を評価した。単施設後方視的研究において、悪性腫瘍や透析患者を除外した489名が対象とされた。手技成功率は高く、2年間無喀血生存率もNBCAやPVAに遜色なく、ssBACEは喀血治療の有効な選択肢であると確立された。重大な合併症は少なく安全性が示された。
  - Clinical Implication  ssBACEはPVAやNBCAなどの従来の塞栓物質と比較して有効性と安全性が同等であることが示された.
- 2. Mechanisms of Recurrent Haemoptysis after Super-Selective Bronchial Artery Coil Embolisation
  - Journal: Eur Radiol
  - Publication Date: 2019 Feb
  - DOI: 10.1007/s00330-018-5637-2
  - Publication Type: Original Article
  - Summary  
本研究は、ssBACE後の再喀血メカニズムを詳細に分析し、再開通が最も一般的な原因であり、次いで新たな血管の出現、同じ動脈からの側副血行路、そして他の血管からの側副血行路が続くことを明らかにした。また、再喀血症例の97.7%で二回目のssBACEが実行可能であることを示し、ssBACEが繰り返し可能な治療手技であると示した。
    - Clinical Implication

治療成果を向上させるためには再開通率の減少が重要であり、そのために血栓形成に依存しないハイドロゲルコイルに注目する端緒となった。また、コイルによるBAEが再治療を妨げるという見解に根拠がないことを示した。
- 3.　Erratic Coil Migration in the Bronchus after Bronchial Artery Embolization
  - Journal: Respirol Case Rep
  - Publication Date: August 22, 2019
  - DOI: 10.1002/rcr2.478
  - Publication Type: Case Series
  - Summary
ssBACE後遠隔期の気管支動脈から気管支へのコイル逸脱を2例報告した。喀血の再発は認められなかったものの、一例はコイルの回収を必要とし、その戦略とその背後にあるメカニズムを提案した。
  - Clinical Implication
肺動静脈奇形のコイル塞栓においては気管支へのコイル逸脱の報告が散見されるが、ssBACEにおいても発生する可能性があることが示された。コイル回収戦略の一例を示した。
- 4. Spinal Cord Infarction after Bronchial Artery Embolization for Hemoptysis: A Nationwide Observational Study in Japan
  - Journal: Radiology
  - Publication Date: March 2021
  - DOI: 10.1148/radiol.2021202500
  - Publication Type: Original Article
  - Summary
Nation-wideな保健医療データベースDPCを活用し、8563例のBAE症例を分析した結果、脊髄梗塞の有病率は0.19%であることが明らかになった。塞栓物質によってその発症率は異なり、コイルで0.06%、ゼラチンスポンジ粒子で0.18%、NBCAで0.71%と、コイルにおいて有意に少なかった。
  - Clinical Implication
BAEによる脊髄梗塞発症が従来に比して減少していることが示された。特にssBACEは脊髄保護的であることが示された。
- 5.　The Impact of Bronchial Artery Embolization on the Quality of Life of Patients with Haemoptysis: A Prospective Observational Study
  - Journal: Eur Radiol
  - Publication Date: July 2021
  - DOI: 10.1007/s00330-020-07533-x
  - Publication Type: Original Article
  - Summary
BAE後の患者の身体的及び精神的なQOLが有意に改善され、特に精神的QOLの向上が顕著であった。
  - Clinical Implication
日頃術者が感じている喀血患者の精神的苦悩とBAEによる救済を定量的に示し、日常臨床実践における止血率の改善を超えたBAEの価値を示した。
- 6.　Bronchial Artery Aneurysm: Prevalence, Clinical Characteristics, and Long-Term Prognosis Following Bronchial Artery Embolization
  - Journal: J Vasc Interv Radiol
  - Publication Date: February 2022
  - DOI: 10.1016/j.jvir.2021.10.029
  - Publication Type: Original Article
  - Summary
BAE実施例における気管支動脈瘤（BAA）の有病率、特徴、および長期予後を調査し、3.9%にBAAが認められた。破裂したBAAの中央径が小さいこと、BAE後2年および3年のBAA関連生存率が100%であること、及び全体の生存率が高いことが含まれる。BAA関連の有害事象や死亡は観察されず、BAEがBAA管理における有効性を強調している。
  - Clinical Implication
本研究は、従来症例報告のみしかなかったBAAに関する最初の原著研究論文である。
- 7.　Successful Bronchial Artery Embolization Using Hydrogel Coils for Hemoptysis during Extracorporeal Membrane Oxygenation
  - Journal: Radiol Case Rep
  - Publication Date: August 1, 2022
  - DOI: 10.1016/j.radcr.2022.07.025
  - Publication Type: Case Report
  - Summary 
大量のヘパリンを使用せざるを得ないECMO管理中の最重症喀血患者は、その塞栓効果を血栓形成に依存する従来のBareコイルでは塞栓効果に限界がある可能性がある。我々はハイドロゲルコイルを用いたssBACEで効果的に治療した症例を呈示した。
- 8.　Prevalence of Non-Bronchial Systemic Culprit Arteries in Patients with Hemoptysis with Bronchiectasis and Chronic Pulmonary Infection Who Underwent De Novo Bronchial Artery Embolization
  - Journal: Eur Radiol
  - Publication Date: June 2023
  - DOI: 10.1007/s00330-022-09310-4
  - Publication Type: Original Article
  - Summary
気管支拡張症および慢性肺感染症による喀血患者において、出血肺葉と非気管支動脈系systemic arteryとの関連を記述した。非気管支動脈系systemic arteryは、新たにssBACEを受けた患者の66%で特定された。内胸動脈（49%）、肋間動脈（28%）、および下横隔動脈（28%）が最も関与する3つの動脈であり、5つの出血肺葉のすべてに関与していた。上葉出血患者では肋頸動脈および胸肩峰動脈と外側胸動脈が、左下葉出血患者では肺靭帯動脈が目立った。これらの動脈、特に特定の肺葉に関連する動脈を注意深く評価する必要性を強調した。
  - Clinical Implication
気管支拡張症や慢性肺感染症を基礎疾患に持つ喀血患者における非気管支動脈系systemic arteryの特定がより確実に行われることた期待される。
- 9.　A Technical Manual of Bronchial Artery Embolization by Coil for Pulmonologists: An Expert’s Opinion
  - Journal: Respir Endosc
  - Publication Date: 2023
  - DOI: 10.58585/respend.2023-0035
  - Publication Type: Expert Review
  - Summary
BAEテクニックに関する解説。特にコイル塞栓に焦点を当てている。特にssBACEを志す呼吸器専門医を対象とした。

### 英語論文
英文アブストラクト付き論文を含む。
- Nishihara, Takashi, Ishikawa H, et al  The Role of Bronchoscopy Prior to Bronchial Artery Embolization in Nonintubated Patients With Hemoptysis due to Bronchiectasis and Chronic Pulmonary Infection, CHEST Pulmonary, Aug 2024, 64 (2) 2400745; DOI:https://doi.org/10.1016/j.chpulm.2024.100128
- Shota Yamamoto, Hideo Ishikawa, Keita Takeda, Masahiro Kawashima. Sputum colour matters: haemoptysis in a bronchiectasis registry. European Respiratory Journal Aug 2024, 64 (2) 2400745; DOI: 10.1183/13993003.00745-2024
- Ishikawa H, Yamaguchi Y. A collaborative step forward in hemoptysis research. Respir Investig. 2024 Jul;62(4):606-607. doi: 10.1016/j.resinv.2024.04.013. Epub 2024 May 3. PMID 38703521.

- Ishikawa H, Yamaguchi Y, Nishihara T, et al. A Technical Manual of Bronchial Artery Embolization by Coil for Pulmonologists: An Expert’s Opinion. Respir Endosc. 2023;1(2):28-41.　https://www.jstage.jst.go.jp/article/respend/1/2/1_2023-0035/_article

- Ishikawa H, Yamaguchi Y. Author's Response: Revisiting Spinal Cord Infarction after Bronchial Artery Embolization. J Vasc Interv Radiol. 2023 Sep;34(9):1618-1619. doi: 10.1016/j.jvir.2023.06.006.

- Nishihara, T., Ishikawa, H., Omachi, N. et al. (2022). “Prevalence of non-bronchial systemic culprit arteries in patients with hemoptysis with bronchiectasis and chronic pulmonary infection who underwent de novo bronchial artery embolization.”. Eur Radiol.
- Nishihara T, Okamoto Y, Ishikawa H, Omachi N, Yoshikawa Y, Ishida K, Toratani M, Ohnishi M. Successful bronchial artery embolization using hydrogel coils for hemoptysis during extracorporeal membrane oxygenation. Radiol Case Rep. 2022 Aug 1;17(10):3686-3689. doi:10.1016/j.radcr.2022.07.025.
- Omachi N, Ishikawa H, Nishihara T, Yamaguchi Y, Kitaoka A, Kitaguchi K, Hattori T, Kawaguchi T. Bronchial Artery Aneurysm: Prevalence, Clinical Characteristics, and Long-Term Prognosis Following Bronchial Artery Embolization.J Vasc Interv Radiol. 2022 Feb;33(2):121-129. doi:10.1016/j.jvir.2021.10.029. Epub 2021 Nov 6.
- Michibata A, Haraguchi M, Murakawa Y, Ishikawa H.Electrical stimulation and virtual reality-guided balance training for managing paraplegia and trunk dysfunction due to spinal cord infarction. BMJ Case Rep. 2022 Mar 9;15(3):e244091. doi:10.1136/bcr-2021-244091. .
- Omachi N, Ishikawa H, Nishihara T, Yamaguchi Y, Kitaoka A, Kitaguchi K, Hattori T, Kawaguchi T. Bronchial Artery Aneurysm: Prevalence, Clinical Characteristics, and Long-Term Prognosis Following Bronchial Artery Embolization.J Vasc Interv Radiol. 2021 Nov 6:S1051-0443(21)01469-X. doi:10.1016/j.jvir.2021.10.029. Epub ahead of print.
- Takimoto K, Omon K, Murakawa Y, Ishikawa H. Case of cerebellar ataxia successfully treated by virtual reality-guided rehabilitation. BMJ Case Rep. 2021 May 10;14(5):e242287. doi:10.1136/bcr-2021-242287.
- Ishikawa H, Ohbe H, Omachi N, Morita K, Yasunaga H. Spinal Cord Infarction after Bronchial Artery Embolization for Hemoptysis: A Nationwide Observational Study in Japan. Radiology. 2021 Mar;298(3):673-679. doi:10.1148/radiol.2021202500. Epub 2021 Jan 19.
- Omachi N, Ishikawa H, Hara M, Nishihara T, Yamaguchi Y, Yamamoto Y, Youmoto M, Hattori T, Kitaguchi K, Yamamoto S, Kawaguchi T, Fukuzawa M. The impact of bronchial artery embolisation on the quality of life of patients with haemoptysis: a prospective observational study. Eur Radiol. 2021 Jul;31(7):5351-5360. doi:10.1007/s00330-020-07533-x. Epub 2021 Jan 6. PMID 33409794; PMC 8213576.
- Ishikawa H, Omachi N, Ryuge M, Takafuji J, Hara M. Erratic coil migration in the bronchus after bronchial artery embolization. Respirol Case Rep. 2019 Aug 22;7(8):e00478. doi:10.1002/rcr2.478.
- Omon K, Hara M, Ishikawa H. Virtual Reality-guided, Dual-task, Body Trunk Balance Training in the Sitting Position Improved Walking Ability without Improving Leg Strength. Prog Rehabil Med. 2019 May 31;4:20190011. doi:10.2490/prm.20190011.
- Ryuge M, Hara M, Hiroe T, Omachi N, Minomo S, Kitaguchi K, Youmoto M, Asakura N, Sakata Y, Ishikawa H. Mechanisms of recurrent haemoptysis after super- selective bronchial artery coil embolisation: a single-centre retrospective observational study. Eur Radiol. 2019 Feb;29(2):707-715. doi:10.1007/s00330-018-5637-2. Epub 2018 Jul 19.
- Ishikawa H, Hara M, Ryuge M, Takafuji J, Youmoto M, Akira M, Nagasaka Y, Kabata D, Yamamoto K, Shintani A. Efficacy and safety of super selective bronchial artery coil embolisation for haemoptysis: a single-centre retrospective observational study. BMJ Open. 2017 Feb 17;7(2):e014805. doi:10.1136/bmjopen-2016-014805.
- Kunisada K, Ishikawa H, Takafuji J, Komuta K. [A case of a 91-year-old patient with advanced squamous cell lung cancer complicated with renal dysfunction successfully treated with trans-arterial chemo-embolization]. Gan To Kagaku Ryoho. 2013 Jul;40(7):917-9. Japanese.
- Ishikawa H, Kimura T, Oya A, Kamitani A, Inoue Y, Suzuki K, Akira M, Hayashi S, Kawahara M, Okada Z, Kimura K, Iuchi K, Sakatani M. [Application of interlocking detachable coil (IDC) in superselective bronchial artery embolization]. Nihon Kokyuki Gakkai Zasshi. 2004 Aug;42(8):730-6. Japanese. PMID 15455946.
- Akira M, Ishikawa H, Yamamoto S. Drug-induced pneumonitis: thin-section CT findings in 60 patients. Radiology. 2002 Sep;224(3):852-60. doi:10.1148/radiol.2243011236.
- Akira, Masanori, Sakatani, Mitsunori, Ishikawa, Hideo Transient Radiographic Progression During Initial Treatment of Pulmonary Tuberculosis: CT Findings, Journal of Computer Assisted Tomography: May 2000 - Volume 24 - Issue 3 - p 426-431

### 日本語論文
- 西原昂、石川秀雄: 各疾患・病態に対する止血戦術　喀血. 救急医学 47(9): 1074-1080, 2023

- 石川秀雄, 山口悠, 大町直樹 : 血管病変と肺病変 -血痰,喀血のoverview. 呼吸器ジャーナル 70 : 560-571, 2022.
- 石川秀雄、山口悠、西原昂、大町直樹、蛇澤晶: 肺真菌症の治療 3)喀血に対する気管支動脈塞栓術. 呼吸器内科, 41(3)304-312,2022
- 嘉摩尻伸、石川秀雄：COPD患者に対するリハビリテーション-栄養介入と人参養栄湯の効果 ~サルコペニアを併発した2症例の報告.Kracie phil漢方, No.87,11-13
- 西原昂、石川秀雄、大町直樹、山口悠. 気管支動脈塞栓術と EWS を用いた 気管支充填術の併用が有効であった大量喀血の 1 例. 気管支学, 2021;43:636-640
- 西原昂; 石川秀雄. 喀血 (特集 呼吸器救急と呼吸管理)--(呼吸器急性疾患 各論). 呼吸器ジャーナル, 2021, 69.4: 548-555.
- 石川秀雄, 大町直樹, 大邉寛幸, 康永秀生. (2021). Focus on 喀血の治療 気管支動脈塞栓術の最新動向: リアルワールドデータを中心に. 内科, 128(4), 929-935.
- 石川秀雄, 山口悠, 西原昂, 大町直樹. 気管支動脈蔓状血管腫. 別冊日本臨床 呼吸器症候群(第3版）Ⅱ 2021.09 Vol18 331-336
- 大町直樹,石川秀雄. 気管支動脈瘤. 別冊日本臨床 呼吸器症候群(第3版）Ⅱ 2021.09 Vol18 337-339
- 注意障害を伴うくも膜下出血患者に対して仮想現実技術を用いた介入により注意機能が改善した1、

Author：濱嶋 真弘(えいしん会岸和田リハビリテーション病院 リハビリテーションセンター), 村川 雄一朗, 大門 恭平, 北村 哲久, 石川 秀雄, Source：The Japanese Journal of Rehabilitation Medicine(1881-3526)58巻4号 Page450-457(2021.04)
論文種類：原著論文
- 【内科疾患の診断基準・病型分類・重症度】(第1章)呼吸器 診断メモ 喀血・気管支動脈蔓状血管腫、Author：石川 秀雄, 服部 智明, 北口 和志、Source：内科(0022-1961)127巻4号 Page544(2021.04), doi:10.15106/j_naika127_544
- 呼吸器救急 大量喀血の治療戦略、Author：石川 秀雄, 中谷 幸造, 北口 和志, 林 正幸、Source：呼吸(0286-9314)33巻3号 Page252-258(2014.03)

論文種類：解説/特集
- 経動脈的抗癌剤動注-塞栓療法(TACE)により著明な腫瘍縮小効果を確認した腎機能障害を伴う高齢者肺扁平上皮癌の1症例、Author：國定 慶太, 石川 秀雄, 高藤 淳, 小牟田 清、Source：癌と化学療法(0385-0684)40巻7号 Page917-919(2013.07)

論文種類：原著論文/症例報告
- 喀血に対するカテーテル治療ー気管支動脈塞栓術、Author：石川秀雄, 蛇澤 晶、Source：日本気管食道医学会 第43号 Page1-10 (2011.12)
- 【呼吸器と循環器のクロストーク-薬物の進歩-】喀血を伴う疾患の発生メカニズムとその対処、Author：石川 秀雄(岸和田盈進会病院), 長坂 行雄、Source：THE LUNG-perspectives(0919-5742)19巻4号 Page466-471(2011.11)

論文種類：解説/特集
- 【喀血に対する最近の診断と治療】慢性炎症に伴う喀血に対する外科療法、Author：井内 敬二, 田中 寿一, 松村 晃秀, 太田 三徳, 池田 直樹, 北原 直人, 奥田 倫久, 石川 秀雄、Source：日本胸部臨床(0385-3667)65巻8号 Page698-704(2006.08)

論文種類：解説/特集
- 呼吸機能検査 換気調節系シリーズ 肺循環機能評価、Author：石川 秀雄), 長坂 行雄、Source：呼吸(0286-9314)24巻1号 Page41-50(2005.01)

論文種類：解説
- 気管支動脈塞栓術におけるIDC(Interlocking Detachable Coil)導入の有用性、Author：石川 秀雄, 木村 剛, 大家 晃子, 神谷 敦, 井上 義一, 鈴木 克洋, 審良 正則, 林 清二, 河原 正明, 岡田 全司, 木村 謙太郎, 井内 敬二, 坂谷 光則、Source：日本呼吸器学会雑誌(1343-3490)42巻8号 Page730-736(2004.08)

論文種類：原著論文/比較研究
- 高血圧患者の登録と長期追跡 国立療養所循環器病研究会第2報、Author：上田 英之助(国立療養所近畿中央病院), 石川 秀雄, 原田 尚門, 他、Source：医療(0021-1699)52巻4号 Page246-252(1998.04)、doi:10.11261/iryo1946.52.246

論文種類：原著論文
- Modified Centerline法による壁厚変化率の計測に基づく左室局所収縮能の定量的評価法の開発、Author：伊藤 浩, 石川 秀雄, 友岡 俊夫, 他、Source：超音波医学(1346-1176)18巻4号 Page289-296(1991.06)

論文種類：原著論文
- 梗塞後狭心症の治療、Author：南野 隆三, 石川 秀雄, 伊藤 浩, 他、Source：集中治療(0915-4612)1巻4号 Page459-466(1989.12)

## 書籍
- 喀血治療のベストプラクティス　--ssBACEマスターノート　日本医事医新報社　2025年　石川秀雄編著
- 「喀血へのBAEの適応とタイミングは？」気管支鏡ベストテクニック 改訂3版 中外医学社 2024年
- 「肺動静脈奇形」 今日の治療指針2021[16] 医学書院 2021年
- 「喀血」 呼吸器看護ケアマニュアル[17] 中山書店 2014年
- 「10．肺MAC症と喀血治療－ずいぶん多いのだけれど？」 肺MAC症診療Up to Date 非結核性抗酸菌症のすべて[18] 南江堂 2013年
- 呼吸器専門医テキスト [19] 南江堂 2007年

E 中心静脈圧（CVP）測定
1. 中心静脈カテーテルと心エコー
2. 中心静脈カテーテルによる測定法
3. 超音波（心エコー）による中心静脈圧の推定
4. 中心静脈圧の解釈

F 右心カテーテル検査
1. 概念
2. 測定法
3. サーモダイリューションデータの解釈
4. 肺動脈造影

- 最新医学大事典 第3版 医歯薬出版株式会社 2005年 ISBN 978-4-263-20563-1
- 塵埃計
- タルク肺
- 炭鉱夫肺

## 主な講演・学会発表
- 2005/9/10「気管支動脈塞栓術 最前線」 大阪呼吸循環研究会 大阪市
- 2006/2/18 「喀血に対する気管支動脈塞栓術 最前線」 日本呼吸器内視鏡学会 第13回 気管支鏡専門医大会 大阪市
- 2010/11/25 「喀血に対するカテーテルインターベンション ?気管支動脈塞栓術1000例の経験をふまえて」 第18回 河内呼吸器ケア研究会 大阪市
- 2011/6/3 「喀血に対する血管系インターベンション最前線 --超選択的コイル塞栓術1200例の経験をふまえて」第86回 日本結核病学会総会 東京都
- 2011/10/29 「喀血に対するカテーテルインターベンション?気管支動脈塞栓術 通算1300例の経験を踏まえて」 第13回 ACCP日本部会定期学術教育講演会 大阪府
- 2012/11/1 「呼吸器系カテーテルインターベンション最前線」 呼吸器血管内治療研究会 東京都
- 2012/12/15 「超選択的気管支動脈塞栓術と喀血のすべて〜1750例の経験を踏まえて」 第26回京滋ERセミナー 京都府
- 2013/3/1 「喀血に対するカテーテルインターベンション最前線?気管支動脈塞栓術1850例の経験より」 第4回 鹿児島呼吸器外科感染症フォーラム 鹿児島県
- 2013/9/28 「呼吸器系カテーテルインターベンション最前線」大阪大学 呼吸器内科 レジデント・若手医師懇話会 大阪府
- 2015/4/19 「喀血に対する気管支動脈塞栓術最前線?ゼラチンスポンジからコイルへのパラダイムシフト」 第55回日本呼吸器学会学術講演会 ランチョンセミナー 東京都
- 2015/7/31 「喀血に対するカテーテルインターベンション最前線 ――超選択的気管支動脈塞栓術2200例の経験をふまえて」 名古屋大学呼吸器疾患研究会2015 愛知県
- 2016/1/22 「気管支動脈塞栓術 forefront〜2400例の経験を踏まえて」 第3回 信州大学 Respiratory Medicine Workshop 長野県
- 2016/2/4 「喀血治療 最新のトピックス」 第36回南大阪呼吸器レクチャー 大阪府
- 2016/3/8 「喀血に対するカテーテル治療最前線」 泉大津呼吸器セミナー 大阪府
- 2016/4/9 「気管支動脈塞栓術?最先端の治療戦略」第56回 日本呼吸器学会学術講演会 イブニングセミナー 京都府
- 2016/4/9 ｢喀血に対する気管支動脈塞栓術は術後肺機能を低下させるか?｣ 第56回 日本呼吸器学会学術講演会  ポスターセッション 京都府
- 2016/12/10 「喀血に対するカテーテル治療最前線 -超選択的気管支動脈塞栓術のすべて」 第36回 臨床循環器病研究会
- 2017/2/25 「喀血に対するコイル塞栓の長期成績について」第2回 呼吸器血管内治療研究会 大阪府
- 2017/3/23 「喀血に対する病理と血管内治療の最前線」 第92回 結核病学会総会 東京都
- 2017/5/23 「喀血に対する気管支動脈塞栓術 --2800例の経験をふまえて」 兵庫県立尼崎医療センター 第一回 喀血診療を考える会 兵庫県
- 2018/8/4 「喀血に対する気管支動脈塞栓術 最前線 -3000例の経験をふまえて」 第5回 獨協呼吸器・アレルギー・免疫研究教育セミナー 栃木県
- 2018/12/8 「喀血治療Forefront?BAE3000例の経験よりEvidenceを発信する」 第92回 日本呼吸器学会近畿地方会 アフタヌーンセミナー 奈良県
- 2019/5/17 「Cutting Edge of BAE -- from 3000 procedures experience」 羽曳野BAEレクチャー 大阪府
- 2019/9/13 「喀血と肺塞栓症 cutting edge -喀血・肺循環センターの現場から カテーテルと抗凝固療法」 第一三共主催 静脈血栓症Web Seminar Web講演
- 2020/12/21 「大量喀血に遭遇したとき あなたならどうする --気管支動脈塞栓術の視点から」 第42回 呼吸療法医学会学術集会 ワークショップ12[11] 京都府
- 2021/10/16 「DPCデータからみる我が国のBAE Overview」 第5回呼吸器血管内治療研究会 Web開催
- 2021/11/21 「Bronchial Artery Embolization for hemoptysis ----Cutting-edge based on Real World Data & our Study」Sponsored Lecture13, The 25th Congress of the Asian Pacific Society of Respirology(APSR2021)
- 2021/11/21 「Spinal cord infarction after bronchial artery embolization using coils for hemoptysis: a single-center retrospective analysis of 3046 procedures」Oral session "Bronchoscopy and Interventional Techniques", The 25th Congress of the Asian Pacific Society of Respirology(APSR2021)
- 2022/5/27 ｢喀血患者の気管支動脈コイル塞栓術におけるハイドロゲルコイル再疎通イベント抑制効果の検証（中間解析｣（優秀演題賞受賞）第45回日本呼吸器内視鏡学会学術集会 岐阜市 oral セッション6 気道出血の診断と治療
- 2022/5/25 ｢喀血先進国ニッポン. ?気管支動脈塞栓術の基礎・現在・未来｣ 第45回 日本呼吸器内視鏡学会学術集会 教育講演9 岐阜市
- 2022/5/28 ｢BAE for Hemoptysis --From the Basics to the Cutting-edge｣ Global Intervention Seminar 米国・欧州・中国・台湾・南アフリカ向けOnline Seminar
- 2022/8/26 ｢BAE for Hemoptysis --From the Basics to the Cutting-edge｣ 第13回 呼吸器インターベンション実技セミナー イブニングセミナー 神戸ポートピアホテル
- 2022/10/29 ｢空洞性喀血のメカニズム --病理学的アプローチ｣ 第6回呼吸器血管内治療研究会 東京 Web開催
- 2022/10/29 ｢BAEによる運動耐容能改善効果｣ 第6回呼吸器血管内治療研究会 東京 Web開催
- 2022/11/11 ｢喀血治療の最前線 ---ニッポンは喀血先進国である｣ Dr.'s Prime Academia オンラインセミナー
- 2022/12/17 ｢喀血と気管支動脈塞栓術 Cutting Edge 2022 --我が国のデータベース研究を中心に｣ 第100回 日本呼吸器学会近畿地方会 ランチョンセミナー5 喀血治療の最前線 ~東京大学 康永研究室 リアルワールド研究~
- 2023/1/23 ｢喀血治療最前線シリーズ 1. 喀血のキホン｣ Dr.'s Prime Academia オンラインセミナー
- 2023/2/1 ｢喀血治療の最前線?ニッポンは喀血先進国である~｣ 杏林大学 呼吸器内科 学内講演会
- 2023/3/24 ｢喀血治療最前線シリーズ 3. 症例から学ぶ喀血のキホン｣ Dr.'s Prime Academia オンラインセミナー
- 2023/5/4　日本呼吸器学会学術講演会 シンポジウム8 気管支動脈と肺循環のou カテーテル治療 「BAE The Cutting Edge & it's Future」東京国際フォーラム
- 2023/6/16　Lecture for Boston Scientific 「BAE The Cutting Edge & it's Future for Boston」Bostonサイエンティフィック社内講演
- 2023/7/5 「喀血治療 state-of -the-art in 和歌山」　 和歌山県立医大な和歌山の基幹病院の呼吸器内科向けnオンライン講演
- 2023/10/14　「緊急BAE中に気管支動脈が完全閉塞したet特発性喀血症の一例」　第6回呼吸器血管内治療研究会　大阪
- 2023/10/14　「肺動脈塞栓術で止血できた 難治性喀血の一例」　第6回呼吸器血管内治療研究会　大阪
- 2024/01/26　「コイル塞栓のパラダイムシフト　-AZURは再開通を抑制する」　第34回JCIC学術集会　名古屋
- 2024/4/6　「Challenging Massive Hemoptysis in Cavitary Pulmonary Tuberculosis 」 English Oral Session 第64回日本呼吸器学会学術講演会 横浜
- 2024/4/7　「気管支動脈塞栓術　適応とタイミング -喀血治療パラダイムシフト」　日本呼吸器内視鏡学会との共同企画「喀血」　第64回日本呼吸器学会学術講演会　横浜

## メディア連載・執筆 朝日新聞連載 まんぷく会のとっておき
- 2007/6/25 「カミーノ・アンジェロ (オイスター・バー 西天満）」
- 2008/10/27 「モンテラート（イタリアン 谷町九丁目）」
- 2009/1/19 「わたみん家 淀屋橋店」
- 2009/6/22 「松喜庵の穴子鍋」
- 2010/3/8 「鮨 一二郎」
- 2010/10/13 「天才復活 心躍る満足感 ミチノ・ル・トゥールビヨン」[20]
- 2011/3/9 「工夫こらした鍋とアテ たいたん鍋」[21]
- 2011/10/27 「宮崎地鶏 なべくら 肉汁じゅわっと クセになる」[22]
- 2012/1/19 「河内鴨料理 どら鴨 素材のうまみ 生かしきる」[23]
- 2012/11/12 「手打ちそば かけはし 繊細な主役 だしが支える」[24]
- 2013/5/28 「チャイニーズダイニング真」
- 2014/1/14 「三代目 天竜」

### 大阪日日新聞 連載 「澪標(みおつくし)」
- 2012/5/29 人の意見に頼るな、自分の頭で考えろ！ ----専門家のピットフォール
- 2012/7/10? 進歩するカテーテル治療
- 2012/8/21? ライフワークとなるまで
- 2012/10/2 ライフワークとなるまで(2) 全力疾走

- 2012/11/13 内科医が実施する（外科）手術

### セゾンの暮らし大研究
- 2022/10/1 医学の進歩とその恩恵について
- 2023/08/01 脳梗塞で救急搬送されたら急性期治療のあとはいったいどうなるのか？～大半の期間を回復期リハビリ病棟で過ごします～
- 2023/08/01 ｢切る｣のではなく｢刺す｣　−カテーテル治療最前線

### 岸和田市医師会広報誌
- 2022/9/30 ｢From Kishiwada to the World ーエビデンスを発信しつづける世界一の喀血ハイボリュームセンター｣

## メディア出演

### 雑誌・書籍・新聞
- 高杉良『新・青年社長 下巻』（2013年、KADOKAWA）[25] - 第6章「ホスピスの白い道の絵」

- 月刊あまから手帖（クリエテ出版）
  - 2014年5月号「居酒屋はここまで来た！」
  - 2019年11月号「ラーメンを語らせろ！」団田芳子 著
  - 2020年9月号 巻頭「我が家の食卓」[26] 団田佳子 著

- 原正彦「臨床研究立ち上げから英語論文発表まで最速最短で行うための極意 実践対談編」（2018年、金芳堂）[27] - 論文を書くのに年齢は 問題にならない --卒後 30年目にして初めて英語論文が受理された 無冠の帝王

- 「最新医療経営phase3」（2019年11月号、日本医療企画） - 「経営雑誌病院経営者のトップ魂」「専門治療とリハビリに特化したオンリーワンの病院を目指す」[28]

- 日経ヘルスケア 2022年8月号 特集1 広がる医療・介護DX 最新機器とSNSによるイメージ刷新で稼働率100%を維持 岸和田リハビリテーション病院
- 読売新聞 2022年10月3日 朝刊 全国版 医療ルネッサンス 肺非結核性抗酸菌症＜4＞血管に喀血止めるコイル

## 関連リンク
- メディカルノート 「石川秀雄」
- メディカルノート 「喀血とは」
- CLINICS 「オンライン喀血外来」
- 岸和田リハビリテーション病院 喀血・肺循環センター
- ResearchGate "Hideo Ishikawa"
- セゾン暮らしの大研究 石川秀雄
- テルモ BAE特設ページ　喀血治療のパラダイムシフト　慢性反復性喀血治療に対するBAE（気管支動脈塞栓術）について https://crmjapan.terumo.co.jp/medical/event/bae/?utm_source=cong&utm_medium=display&utm_campaign=2406bae-jsre_aws_jp_all&utm_content=jp__survey&utm_term=tis-io